# Isthme (théorie des graphes)
Pour les articles homonymes, voir Isthme.

Un graphe avec six isthmes (marqués en rouge).

En théorie des graphes, un isthme ou un pont est une arête d'un graphe dont l'élimination induit un graphe avec plus de composantes connexes que le graphe initial. De façon équivalente, une arête est un isthme si et seulement si elle n'est pas contenue dans un cycle.

## Arbres et forêts
Un graphe avec {\displaystyle n} sommets peut contenir au plus {\displaystyle n-1} isthmes, puisque l'ajout d'une arête supplémentaire formerait un cycle.